# 非金属元素
| 半金属 反応性非金属 貴ガス |
| 半金属は非金属のような化学的性質をもつように振る舞うためここに分類してある。 |
| 非金属はpブロック元素であるため、水素は離れた位置におかれる。ヘリウムはsブロック元素として水素の隣、ベリリウムの上に置くべきだが、ヘリウムは貴ガスでもあるため（pブロック元素の）ネオンの上に置かれる。 |

周期表中の非金属（および半金属）元素:

非金属元素（ひきんぞくげんそ、英: nonmetal）とは、金属元素以外の元素のこと。
元素のうち特定の性質（単体が光沢、導電性、延性・展性に富む、いわゆる金属結晶をつくる）を持つ主に遷移金属(遷移金属とは性質を異にする金属ポスト遷移金属、卑金属、典型金属などと呼ばれる）を指して「金属（元素）」と呼んでおり、非金属元素とはそれ以外の元素である。
非金属には「金属ではない」という定義上、それを特徴づける性質は金属の厳密な定義と金属と非金属の境界をどこにおくかに関わってくる。一般には非金属元素は金属元素に比べて電子親和力が高い。このため自由電子を放出する金属結合ではなく共有結合に性質が漸近的に移り、金属結晶ができない。ところが金属と非金属の中間の性質をもつものがあり、半金属、半導体（単体で半導体の性質を示すIV族半導体）などと分類され、ヨウ素やアスタチンはハロゲン族だが常温の固体では金属光沢を持つ。これらの分類は単純に元素の族や元素の周期だけで決めることはできない。
なお、高圧下の水素は金属的な性質を持つとされる（金属水素）が、特殊な条件下で予測されている性質であり金属に分類することはない。
炭化水素で見られる同種原子が直鎖状に連続するカテネーションと呼ばれる結合構造は硫黄にも見られるが、半金属のシリコンやセレン、テルルなどにも見られることがわかっている。

## さらなる分類
|     | 非金属の分類                       |                                    |                                    |                                    |                                        |
|     | 非金属                             |                                    |                                    |                                    |                                        |
| (1) | 反応性非金属                       | 反応性非金属                       | 反応性非金属                       | 反応性非金属                       | 貴ガス                                 |
| (1) | H, C, N, O, F, P, S, Cl, Se, Br, I | H, C, N, O, F, P, S, Cl, Se, Br, I | H, C, N, O, F, P, S, Cl, Se, Br, I | H, C, N, O, F, P, S, Cl, Se, Br, I | He, Ne, Ar, Kr, Xe, Rn                 |
| (2) | 固体                               | 固体                               | 固体                               | 液体                               | 気体                                   |
| (2) | C, P, S, Se, I                     | C, P, S, Se, I                     | C, P, S, Se, I                     | Br                                 | H, N, O, F, Cl, He, Ne, Ar, Kr, Xe, Rn |
| (3) | 電気陰性のある非金属               | 電気陰性のある非金属               | 電気陰性の強い非金属               | 電気陰性の強い非金属               | 貴ガス                                 |
| (3) | H, C, P, S, Se, I                  | H, C, P, S, Se, I                  | N, O, F, Cl, Br                    | N, O, F, Cl, Br                    | He, Ne, Ar, Kr, Xe, Rn                 |
| (4) | 多原子非金属                       | 二原子非金属                       | 二原子非金属                       | 二原子非金属                       | 単原子非金属（貴ガス）                 |
| (4) | C, P, S, Se                        | H, N, O, F, Cl, Br, I              | H, N, O, F, Cl, Br, I              | H, N, O, F, Cl, Br, I              | He, Ne, Ar, Kr, Xe, Rn                 |
| (5) | その他の非金属                     | 水素                               | その他の非金属                     | ハロゲン                           | 貴ガス                                 |
| (5) | C, P, S, Se                        | H                                  | N, O                               | F, Cl, Br, I                       | He, Ne, Ar, Kr, Xe, Rn                 |

非金属をさらに、
1. 反応性による分類
2. 物理的な三態（常温常圧下）
3. 電気陰性度
4. 単体の物質構造
5. (4)からハロゲンを分離

で分類することがある。
水素がヒドリド（H-）となったときのイオン半径はハロゲンであるフッ素アニオンよりも大きく、アルカリ金属やアルカリ土類金属と反応して金属水素化物を作るなど特異な挙動をする。このような特徴のため水素を第1族元素の位置に置かず、水素が非金属であることを強調した周期表もある。